# Beknopte bijzin
Een beknopte bijzin is een bijzin zonder persoonsvorm maar met een gezegde. Het principe van de beknopte bijzin-constructie is gebaseerd op samentrekking van zinsdelen.

## Achtergrond
Terwijl een hoofdzin in principe altijd een onderwerp en een gezegde inclusief persoonsvorm  bevat - waarbij bovendien in een Nederlandse hoofdzin het onderwerp en de persoonsvorm verplicht bij elkaar staan -, kan in een bijzin het onderwerp worden weggelaten indien het gelijk is aan dat van de hoofdzin. De persoonsvorm wordt in zo'n geval vervangen door een (onvoltooid of voltooid) deelwoord of door de constructie "te + infinitief". Het voltooid deelwoord heeft in zo'n geval meestal een lijdende (passieve) betekenis. Deze beknopte constructie wordt beknopte bijzin genoemd. 

### Voorbeelden
- Luid gillend van de pijn kwam de gewonde vrouw de kamer binnenstormen.
- Door de alcohol beneveld beging de stamgast een stommiteit.
- Na uren gewacht te hebben was hij het zat.

Een beknopte bijzin kan zelf ook weer nieuwe bijzinnen bevatten:
- Zich afvragend (bijzin 1) hoe hij nu verder moest (bijzin 2) kreeg de bergbeklimmer plotseling een ingeving.

## Foutieve beknopte bijzin
Een - volgens grammaticale prescriptivisten - veelgemaakte fout is de zogeheten foutieve beknopte bijzin, waarbij het impliciete onderwerp van de bijzin niet gelijk is aan dat van de hoofdzin. Dit kan merkwaardige en onbedoeld komische zinsconstructies opleveren, zoals:
- Vrolijk zingend werden het bestek en de borden afgewassen.

## Niet-beknopte bijzin
Een beknopte bijzin kan in principe altijd tot een niet-beknopte bijzin worden herschreven, dus tot een bijzin met een persoonsvorm. Een niet-beknopte bijzin wordt ingeleid door een voegwoord. In de gegeven voorbeelden wordt dat:
- Terwijl ze luid gilde van de pijn kwam de gewonde vrouw de kamer binnenstormen.
- De stamgast, die door de alcohol beneveld was, beging een stommiteit.
- Nadat hij uren gewacht had was hij het zat.
- Terwijl hij zich afvroeg hoe hij nu verder moest, kreeg de bergbeklimmer plotseling een ingeving (hoofdzin).

## Grammaticale functies
Een beknopte bijzin kan bovendien een bijvoeglijke of bijwoordelijke bijzin zijn (de grens tussen deze twee soorten bijzinnen is niet altijd haarscherp). In het laatste geval is tevens sprake van een bijwoordelijke bepaling en dus van een apart zinsdeel binnen het grotere geheel van de samengestelde zin.
Een niet-beknopte bijzin kan naast de functie van bijwoordelijke bepaling nog twee andere argumentfuncties vervullen, namelijk die van onderwerp en lijdend voorwerp. Zie verder inhoudsbijzin.

## Verwante begrippen
Het gerundium en het gerundivum zijn Latijnse werkwoordsconstructies die verwant zijn aan de beknopte bijzin.